# Jean-André Rixens
Jean-André Rixens (Saint-Gaudens, 30 de noviembre de 1846- París, 21 de febrero de 1925) fue un pintor francés de la segunda mitad del siglo XIXI y principios del XX, recordado por sus escenas históricas y retratos en estilo clásico. Las obras La Mort de Cléopâtre (1874),  Le Cadavre de César  y la La Mort d’Agrippine, fueron tres obras de temas históricos que contribuyeron a asegurar su fama de pintor.

## Biografía

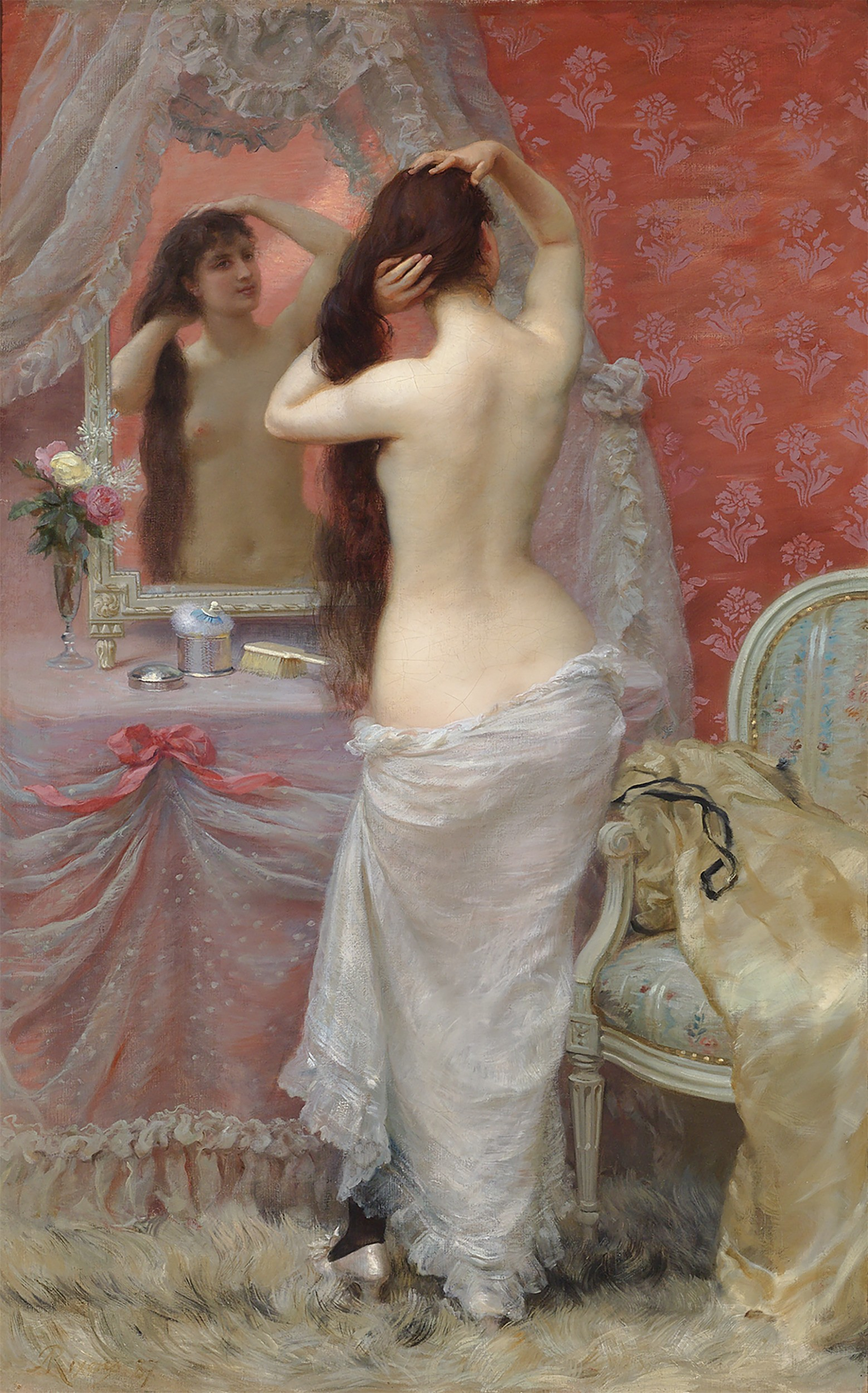
Jeune Femme Nue se Coiffant (1887)

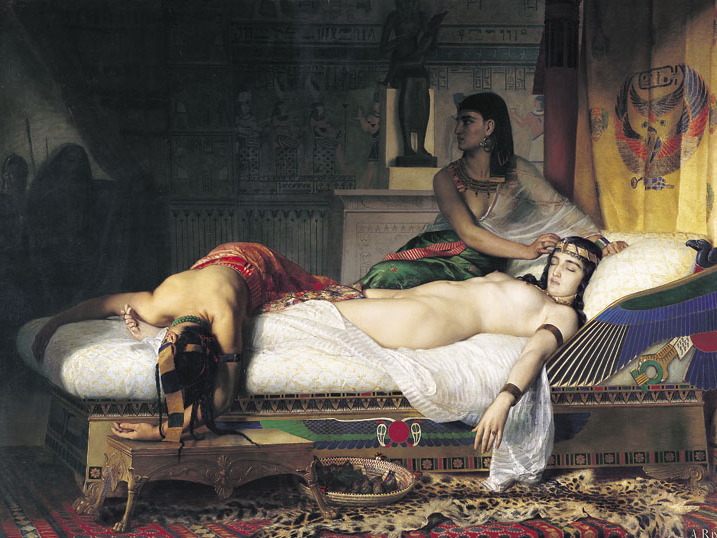
La Mort de Cléopâtre [La muerte de Cleopatra] (1874), Toulouse, Museo de los Agustinos.

Jean-André Rixens nació en Saint-Gaudens (Haute-Garonne) en 1846, de padre zapatero. Asistió al colegio de Saint-Gaudens y, en 1860, ingresó en la École des beaux-arts de Toulouse. Luego comenzó a pintar carteles comerciales y copias de cuadros para financiar sus estudios. En 1866, con La Mort d’Alcibiade [La muerte de Alcibíades], obtuvo el segundo gran premio de la ciudad de Toulouse, premio con una beca que le permitió continuar su aprendizaje durante tres años en la Escuela de Bellas Artes de París, donde su maestro fue el pintor Adolphe Yvon (1817-1893), especialista en pintura de historia militar. Impartió clases particulares, trabajó para la casa Goupil, especializándose en la reproducción de pinturas, y realizó dibujos sobre madera para la casa Hachette y algunos retratos.
En 1867, Rixens fue admitido en el estudio de Jean-Léon Gérôme (1824-1904), donde completó y acabó su formación artística. Trabó amistad con el pintor Alfred Philippe Roll (1846-1919), otra figura importante del mundo artístico bajo la Tercera República. Su objetivo en ese momento era obtener el Prix de Rome. Compitió allí por primera vez en 1870, sin éxito, con La Mort de Messaline [La muerte de Mesalina]. En 1873, obtuvo el segundo gran premio con  Super Flumina Babylonis que el Estado compró y envió a Saint-Gaudens a petición del diputado  Marc de Lassus.
El artista se aseguró luego su reconocimiento con pinturas históricas como La Mort de Cléopatre [La muerte de Cleopatra] (Toulouse, Museo de los Agustinos),  Le Cadavre de César [El cadáver de César] (Niort, musée Bernard-d'Agesci), o La Mort d’Agrippine [La muerte de Agripina] (musée des Beaux-Arts de Béziers).
Realizó el viaje a Italia (Florencia y Roma ).
En la década de 1880, la situación material de Rixens mejoró y su notoriedad creció. Participó en exposiciones privadas organizadas por el círculo artístico y literario de la calle Volney y en exposiciones internacionales que florecieron en el siglo XIX. Periódicos de gran circulación comoL'Illustration popularizaron sus obras: los encargos fueron entonces más numerosos y él hizo del retrato una especialidad. Produjo alrededor de 170. Su naturalismo también se afirmó.
Entre 1886 y 1887, dos composiciones importantes aseguraron su notoriedad: Don Juan aux enfers [Don Juan aux enfers], inspirada en les Fleurs du Mal de Charles Baudelaire, y La Fonderie  (París, Petit Palais). Obtuvo la medalla de oro en la Exposición Universal de París de 1889.
Con Ernest Meissonier, Pierre Puvis de Chavannes y Auguste Rodin, participó en la fundación de la Sociedad Nacional de Bellas Artes (Société nationale des beaux-arts) que organizaría en adelante un Salón anual, rivalizando con el de la Société des Artistes Français (Sociedad de Artistas Franceses), dirigida por William Bouguereau.
Compró una propiedad en Normandía, la meca de la pintura francesa. En 1888 se casó con Eugénie Poumian con quien tuvo tres hijas: Carmen, Paulette y Léa.
Republicano convencido, participó en la decoración de los monumentos públicos iniciada por la Tercera República. Así, entre 1896 y 1904, bajo la dirección del arquitecto Paul Pujol, crea tres temas militares en la salle des Illustres del Capitolio de Toulouse: La Sortie des gardes mobiles de la Haute-Garonne de la place de Belfort, le 18 février 1871 [La salida de las guardias móviles del Alto Garona desde la plaza de Belfort, el 18 de febrero de 1871] (1896), La Ville de Toulouse offrant son épée à la France [La ciudad de Toulouse ofrece su espada a Francia] (plafond de 1897) y L’Entrée du général Dupuy au Caire [La entrada del general Dupuy en El Cairo] (1904).
Fue nombrado Caballero de la Legión de Honor en 1889.
Durante la Primera Guerra Mundial, se refugió en Saint-Bertrand-de-Comminges donde restauró el antiguo palacio episcopal. A partir de este momento se dedicó principalmente a la pintura de paisajes. Realizó el Monument aux morts de Saint-Bertrand de Comminges  después de 1918.
Jean-André Rixens murió en París en 1925.

## Obras
- Autoportrait [Autorretrato], 1871, carboncillo, Saint-Gaudens, Le Musée - Arts & Figures des Pyrénées Centrales.
- Super flumina babylonis, 1873, Saint-Gaudens, Le Musée - Arts & Figures des Pyrénées Centrales.[3]
- Gustave de Sède, Baron de Sède de Lieoux, 1874, Saint-Gaudens, Le Musée - Arts & Figures des Pyrénées Centrales.
- Madame de Sède, Baronne de Sède de Lieoux, 1874, Saint-Gaudens, Le Musée - Arts & Figures des Pyrénées Centrales.
- Mort de Cléopâtre, 1874, Toulouse, Museo de los Agustinos.[4]
- Les Sœurs Louise et Henriette Thévenin, 1879, Saint-Gaudens, Le Musée - Arts & Figures des Pyrénées Centrales.
- Vieux Paysan espagnol en prière, 1881, Toulouse, Museo de los Agustinos.[5]
- Jeune Femme au bouquet de roses dit aussi Portrait de Mademoiselle Delagrange, 1884, Saint-Gaudens, Le Musée - Arts & Figures des Pyrénées Centrales.
- Portrait de la Mère de l'artiste, 1885, Saint-Gaudens, Le Musée - Arts & Figures des Pyrénées Centrales.[6]
- Portrait de Jules Delsart, 1886, Valenciennes, musée des Beaux-Arts.[7]
- Laminage de l’acier, enfournement et défournement des lingots (établissements de Wendel à Hayange), 1887, Le Creusot, écomusée du Creusot-Montceau.
- Un jour de vernissage au palais des Champs-Élysées, Salon de 1890, óleo sobre tela, 110x170 cm, Atenas, Pinacoteca nacional de Atenas.[8]
- L'Aveugle de Saint-Aventin, 1891, Saint-Gaudens, Le Musée - Arts & Figures des Pyrénées Centrales.
- Portrait de Jeanne Samary, 1892, Toulouse, Museo de los Agustinos.[9]
- Chanteur populaire, 1893,  Museo de Bellas Artes de Pau.[10]
- Les Artilleurs mobiles de Toulouse quittent Belfort avec les Honneurs de la Guerre 1871, 1896, Capitolio de Toulouse, salle des Illustres.
- L'Entrée de Dupuy au Caire, 1899, Capitolio de Toulouse, salle des Illustres.
- Toulouse coopérant à la Défense Nationale, Capitolio de Toulouse, salle des Illustres.
- Louis Pasteur reçu dans le grand amphithéâtre de la Sorbonne pour son jubilé, le 27 décembre 1892, 1902, Paris, Museo Pasteur.[11]
- Le Philosophe, 1904, Toulouse, Museo de los Agustinos.[12]
- Portrait de Georges Paul Manceau, 1913, Saint-Gaudens, Le Musée - Arts & Figures des Pyrénées Centrales.[13]
- Le Pont de Saint-Béat, Saint-Gaudens, Le Musée - Arts & Figures des Pyrénées Centrales.
- Paysans guidant les bœufs [Campesinos guiando los bueyes], Saint-Gaudens, Le Musée - Arts & Figures des Pyrénées Centrales.

Obras de Jean-André Rixens
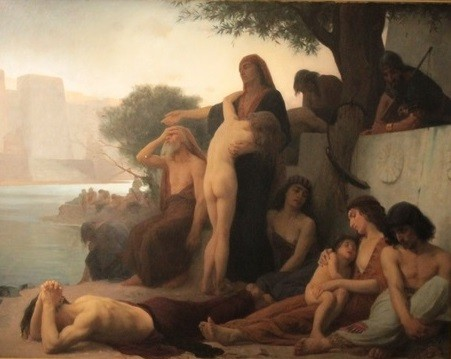
La captivité des juifs à Babylone, 1873
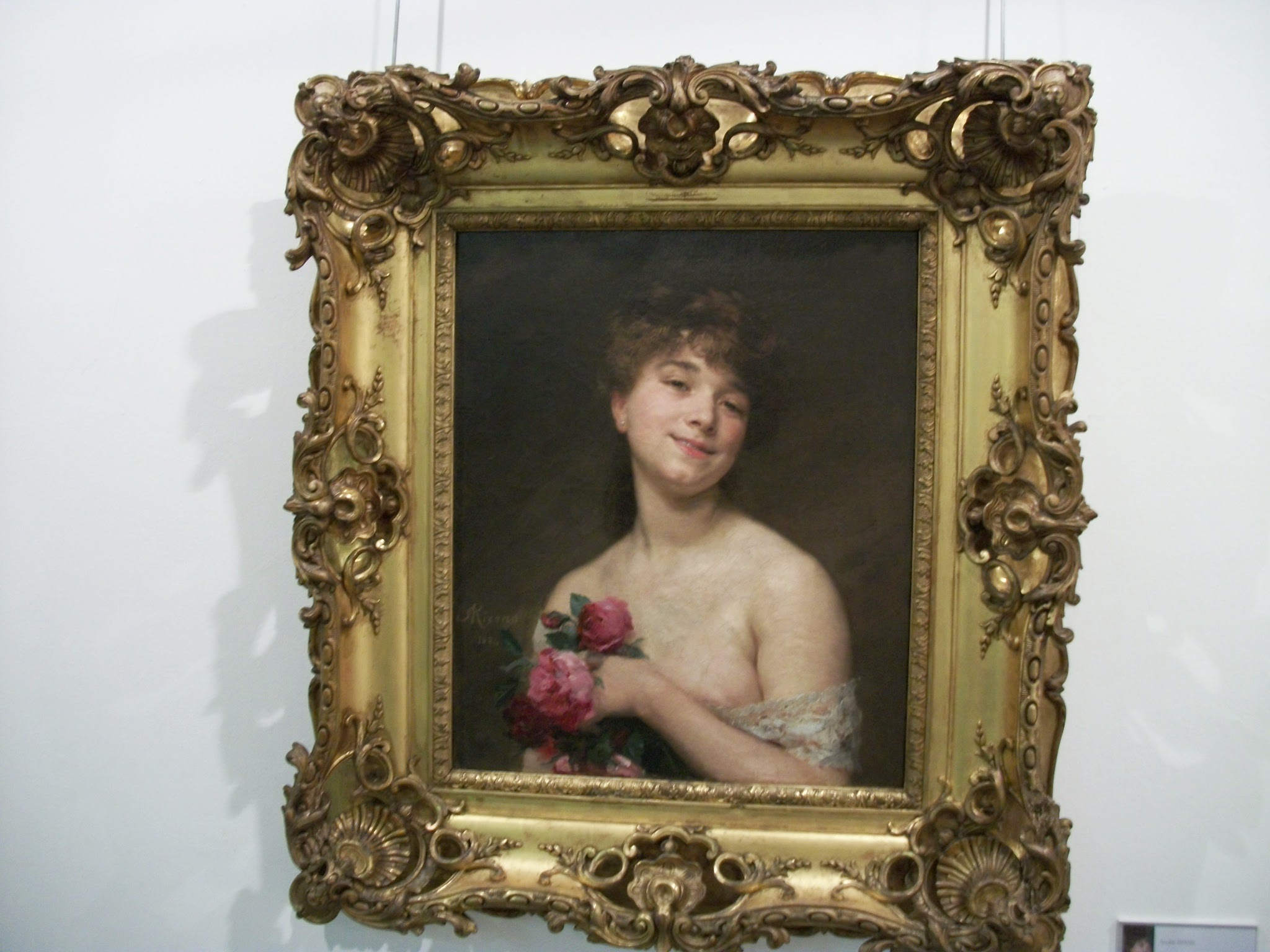
Coquetterie, Mademoiselle Delagrange, Saint-Gaudens, Le Musée - Arts & Figures des Pyrénées Centrales.
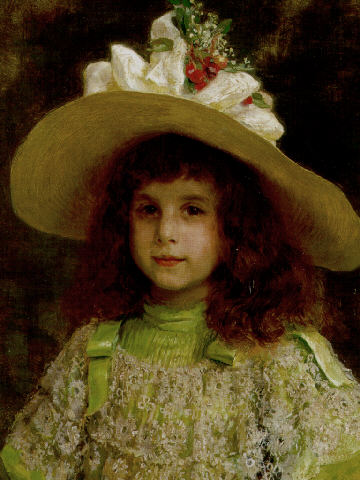
Portrait de Jeanne Samary, 1892
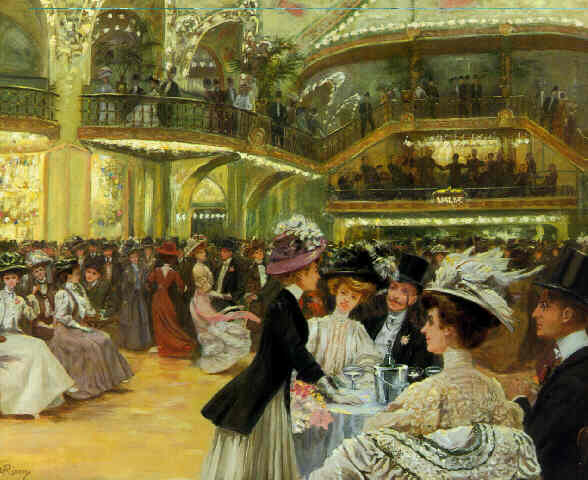
Le Bal du Moulin Rouge, ca. 1900
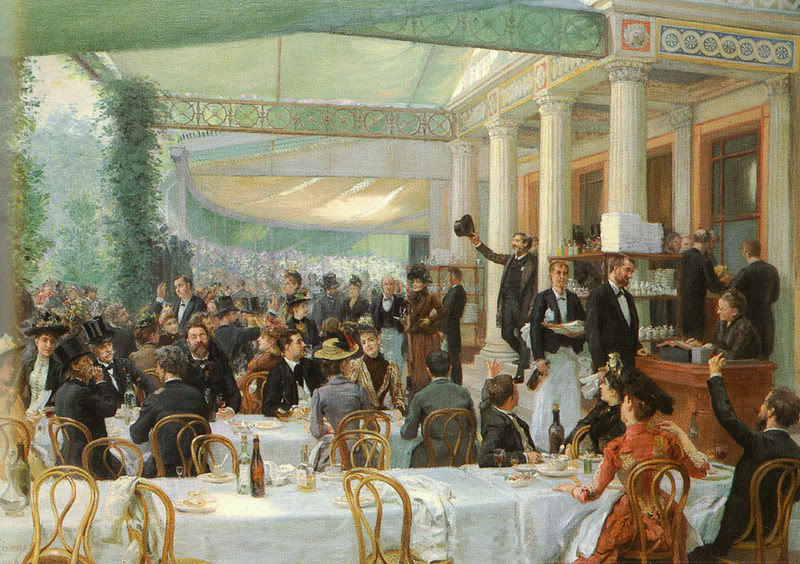
Dejeuner du salon (1900)
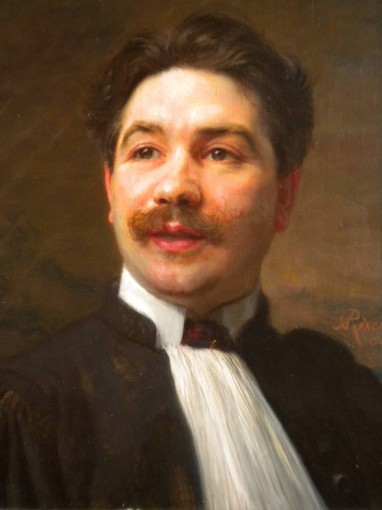
Portrait de Georges Paul Manceau (1913)

Obras de temas históricos de Jean-André Rixens
Les Artilleurs mobiles de Toulouse quittent Belfort [Los artilleros móviles de Toulouse abandonan Belfort] (1896), Capitolio de Toulouse.
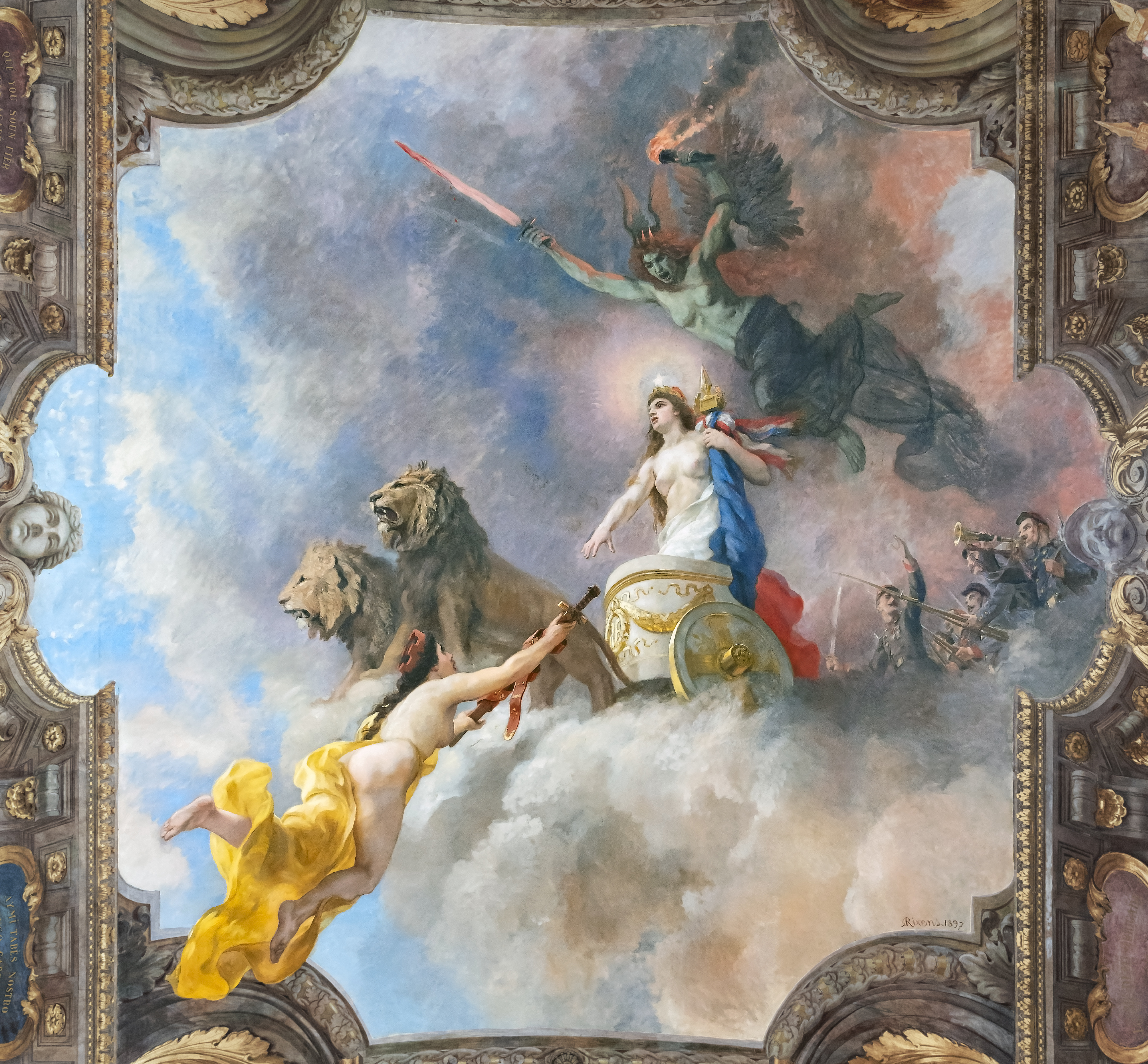
Toulouse coopérant à la défense nationale [Toulouse cooperando en la defensa nacional] (1897), Capitolio de Toulouse.
Entrée du Général Dupuy au Caire [Entrada del general Dupuy en El Cairo] (1899), Capitolio de Toulouse.
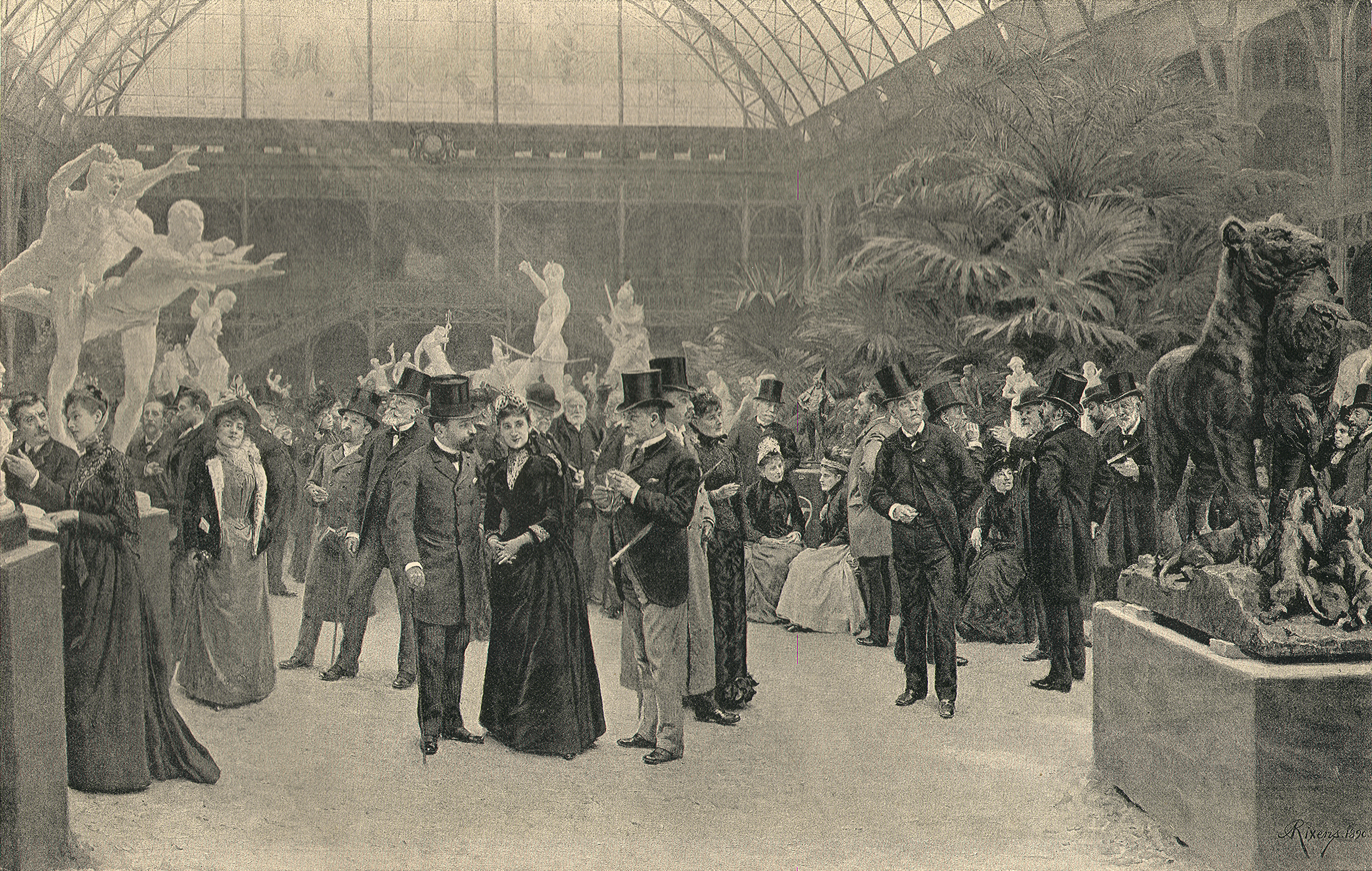
Un Jour de vernissage au palais des Champs-Élysées [Día de inauguración en el Palacio de los Campos Elíseos] (Salon de 1890), localización desconocida.

Vistas del taller de Jean-André Rixens, calle Mogador de París
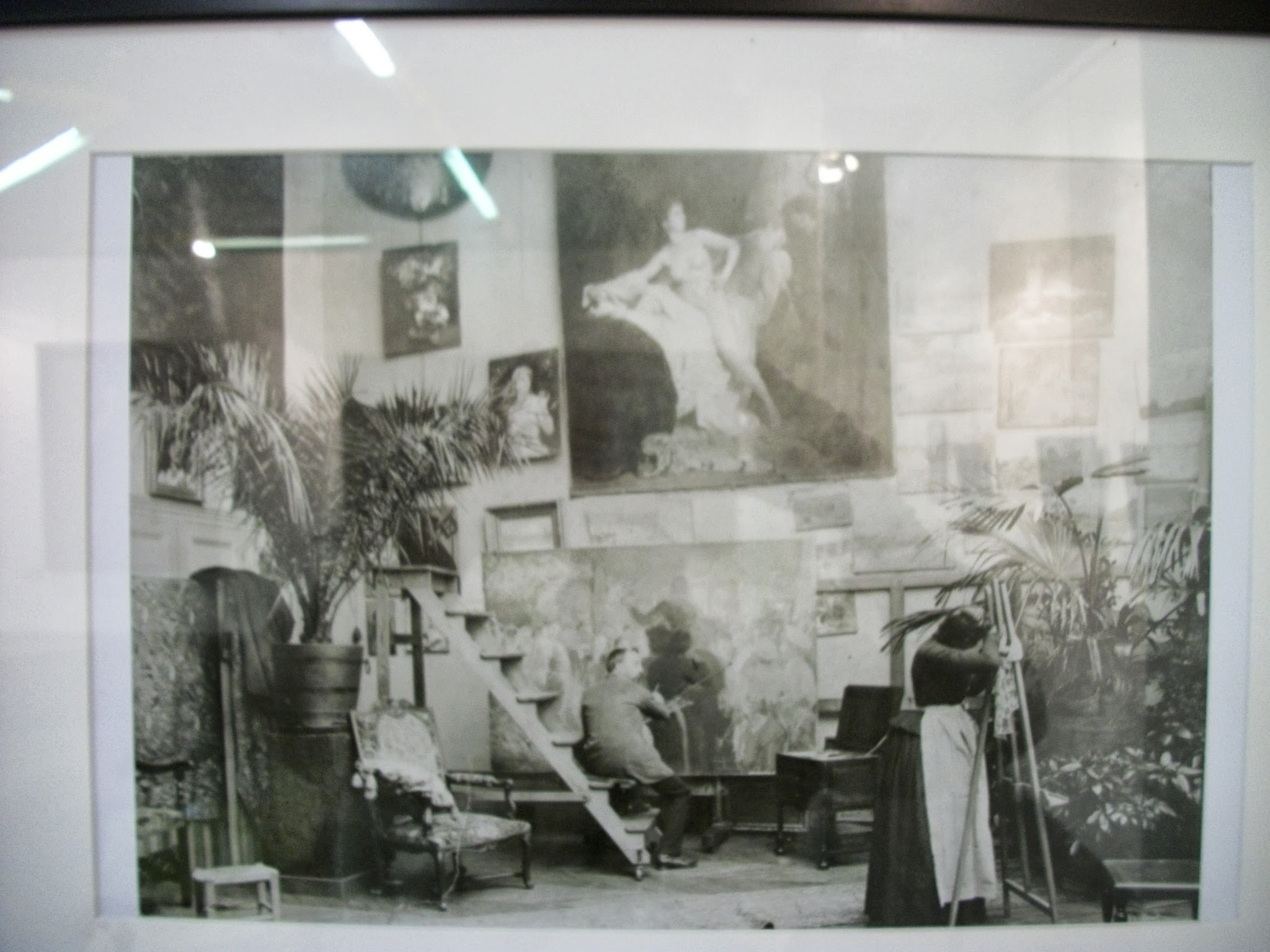
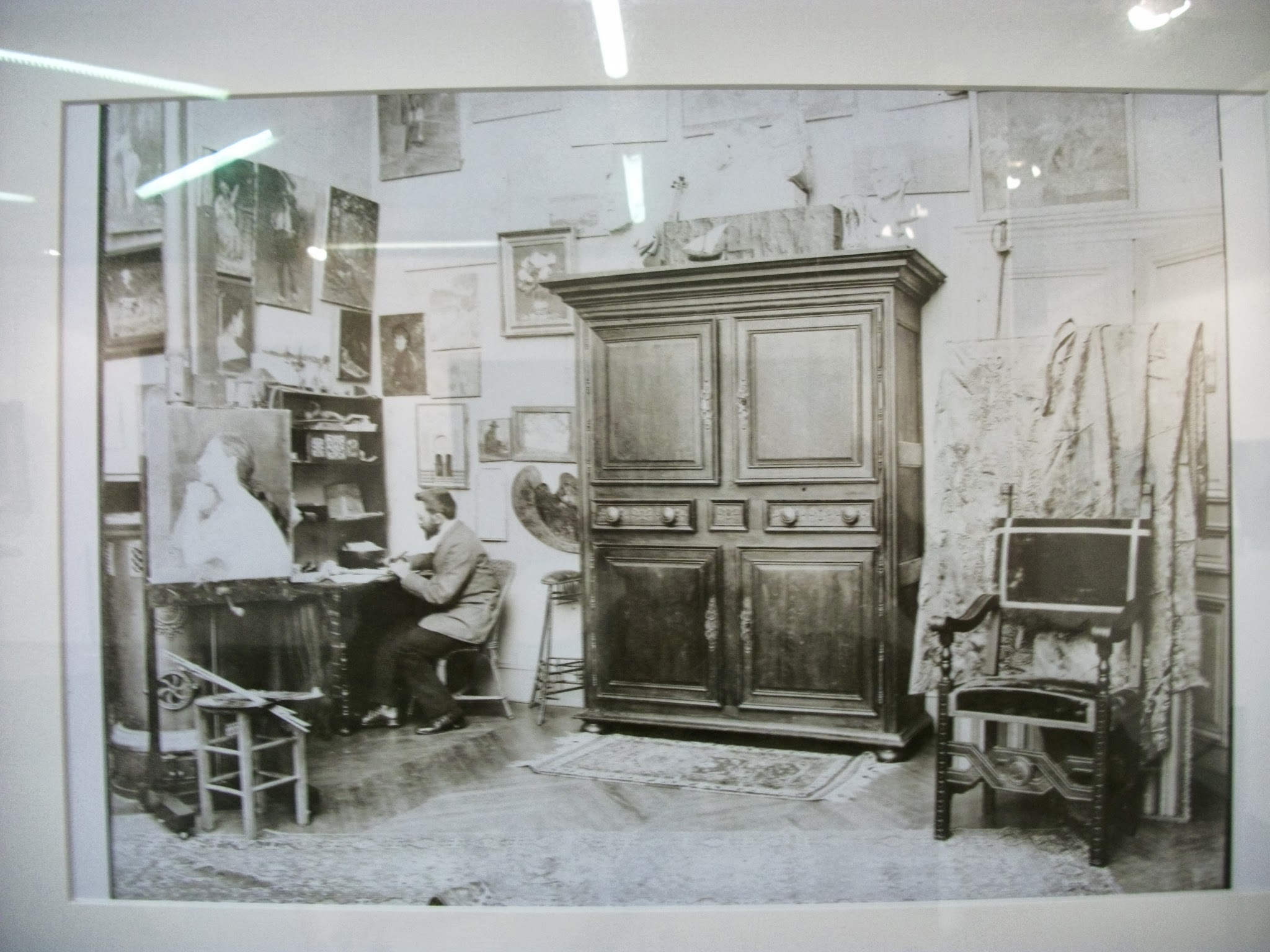
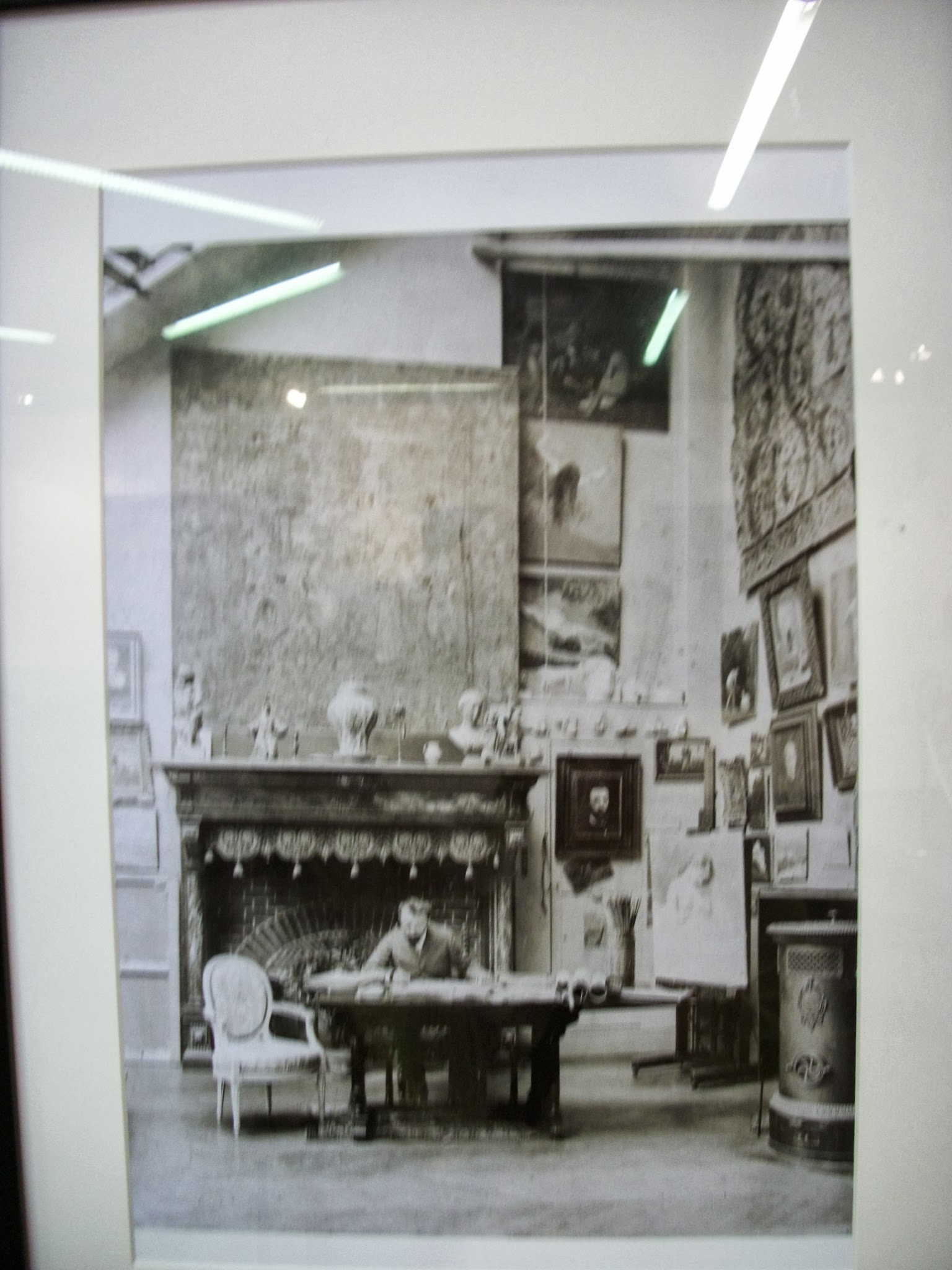